# Mancinella
Mancinella is een geslacht van weekdieren uit de klasse van de Gastropoda (slakken).

## Soorten
- Mancinella alouina (Röding, 1798)
- Mancinella armigera Link, 1807
- Mancinella capensis (Petit de la Saussaye, 1852)
- Mancinella echinata (Blainville, 1832)
- Mancinella echinulata (Lamarck, 1822)
- Mancinella grossa (Houart, 2001)
- Mancinella herberti (Houart, 1998)
- Mancinella lata (Kuroda, 1931)
- Mancinella marmorata (Pease, 1865)
- Mancinella siro (Kuroda, 1931)